# Capheris
Capheris là một chi nhện trong họ Zodariidae.

## Các loài
Các loài trong chi này gồm:
- Capheris abrupta Jocqué, 2009
- Capheris apophysalis Lawrence, 1928
- Capheris approximata (Karsch, 1878)
- Capheris cordivulva Lawrence, 1928
- Capheris crassimana (Simon, 1887) *
- Capheris decorata Simon, 1904
- Capheris fitzsimonsi Lawrence, 1936
- Capheris kunenensis Lawrence, 1927
- Capheris langi Lawrence, 1936
- Capheris oncka Lawrence, 1927
- Capheris subtilis Jocqué, 2009